# Церква Успіння Пресвятої Богородиці (Карначівка)
Церква Успіння Пресвятої Богородиці в Карначівці — парафія і храм Лановецького благочиння Тернопільської єпархії Православної церкви України в селі Карначівка Кременецького району Тернопільської области.
Оголошена пам'яткою архітектури місцевого значення (охоронний номер 1655).

## Історія церкви
У 2001 році, на свято святих апостолів Петра і Павла, було урочисто закладено перший камінь під майбутній храм. Значні пожертви на будівництво зробили Микола Ющук та Іван Мудрак.
26 серпня 2007 року храм був освячений на честь Успіння Пресвятої Богородиці.

## Світлини

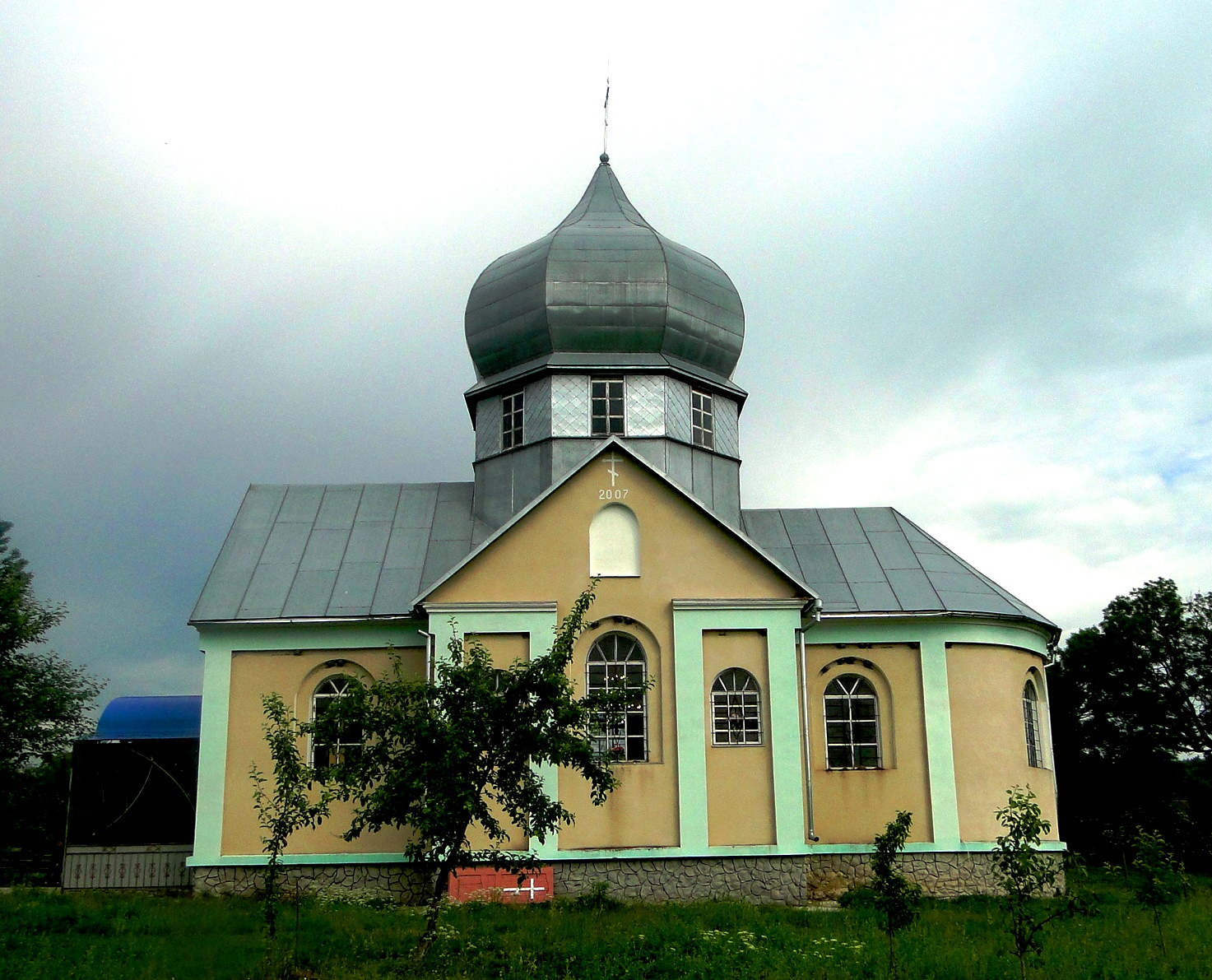
Церква у с. Карначівка

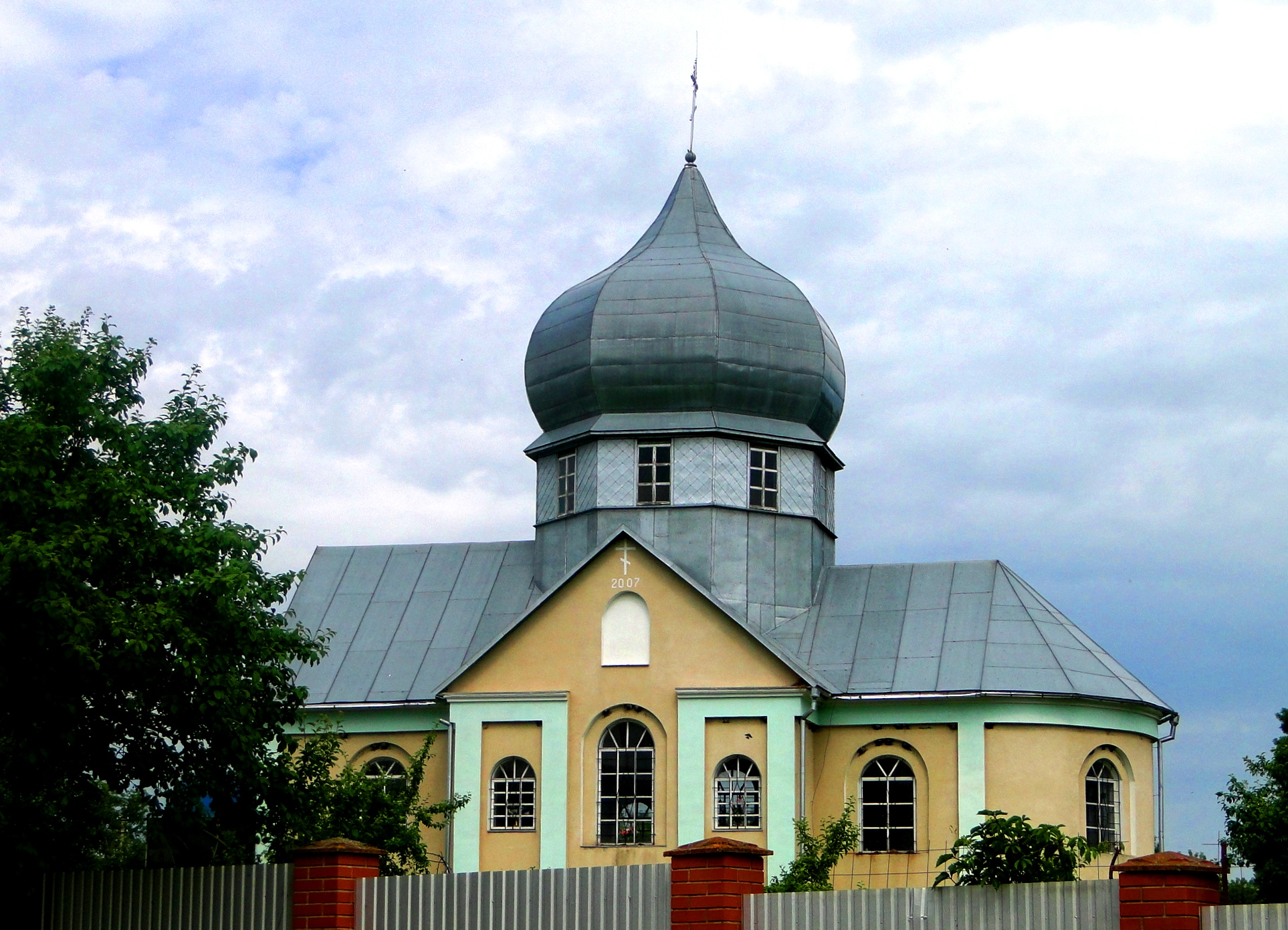
Церква. с. Карначівка. Побудована 2007р.

## Парохи
- о. Петро Кучер.